# Yōji
Yōji (jap. ようじ, ヨウジ) – męskie imię japońskie.

## Możliwa pisownia
Yōji można zapisać, używając wielu różnych znaków kanji i może znaczyć m.in.:
- 洋二, „ocean, dwa”
- 洋次, „ocean, następny”
- 洋司, „ocean, przepis”
- 洋治, „ocean, rządzić”
- 陽二, „słońce, dwa”
- 陽次, „słońce, następny”
- 陽司, „słońce, przepis”
- 陽治, „słońce, rządzić”

## Znane osoby
- Yoji Biomehanika, japoński Dj i producent muzyki elektronicznej
- Yōji Kuri (洋二), japoński animator i niezależny filmowiec
- Yōji Matsuda (洋治), japoński seiyū
- Yōji Mizuguchi (洋次), japoński piłkarz
- Yōji Muto (容治), japoński polityk
- Yōji Shinkawa (洋司), japoński ilustrator
- Yōji Totsuka (洋二), japoński fizyk
- Yōji Ueda (燿司), japoński seiyū
- Yōji Yamada (洋次), japoński reżyser filmowy
- Yōji Yamamoto (耀司), japoński projektant mody

## Fikcyjne postacie
- Yōji Kudou (耀爾), bohater anime Weiß Kreuz